# Sphenomorphus buettikoferi
Sphenomorphus buettikoferi är en ödleart som beskrevs av  Lidth De Jeude 1905. Sphenomorphus buettikoferi ingår i släktet Sphenomorphus och familjen skinkar. Inga underarter finns listade i Catalogue of Life.